# Moto Guzzi Dreizylinder
Die Moto Guzzi Dreizylinder, auch Moto Guzzi Tre Cilindri, war ein Motorrad des italienischen Herstellers Moto Guzzi und eines der ersten Serienmotorräder mit Dreizylinder-Reihenmotor.

## Entwicklung und Technik
Carlo Guzzi entwickelte 1932 die Tre Cilindri auf Grundlage der Vierzylinder-Rennmaschine von 1930, deren Motor ebenfalls liegend in den Rohrrahmen eingebaut war. Der verschraubte Rohrrahmen nahm die erstmals verbaute Schraubenfeder-Hinterradfederung mit Reibungsdämpfer auf, vorne wurde auf die bewährte Parallelogrammgabel gesetzt. Ein Vergaser, zuerst links, später rechts am Motor angebracht, versorgte den liegend eingebauten Reihenmotor mit Kraftstoff. „Elegant und vornehm gestylt, war dieses Motorrad seiner Zeit weit voraus“; leider fand es jedoch nur wenig Anklang. Nur wenige Exemplare wurden gefertigt, ein letztes Exemplar befindet sich heute noch im Werksmuseum in Mandello del Lario.
1940 entwickelte Guzzi eine Dreizylinder-Rennmaschine, die Tre Cilindri (Corsa), aufbauend auf der Serienmaschine von 1932, mit zwei obenliegenden Nockenwellen und Kompressor-Aufladung.